# Tökéletes hang 2.
A Tökéletes hang 2. (eredeti cím: Pitch Perfect 2) 2015-ben bemutatott amerikai zenés filmvígjáték, amelyet Kay Cannon forgatókönyvéből Elizabeth Banks rendezett, a Tökéletes hang (2012) című film folytatásaként.
A főbb szerepekben Anna Kendrick, Rebel Wilson, Hailee Steinfeld, Brittany Snow és Skylar Astin láthatók. A film zeneszerzője Mark Mothersbaugh. A film gyártója a Gold Circle Films és a Brownstone Productions, forgalmazója a Universal Pictures.
Az Amerikai Egyesült Államokban 2015. május 15-én, Magyarországon 2015. május 21-én mutatták be a mozikban.

## Szereplők
| Szereplő                           | Színész                 | Magyar hang        |
| ---------------------------------- | ----------------------- | ------------------ |
| Beca Mitchell                      | Anna Kendrick           | Czető Zsanett      |
| Chloe Beale                        | Brittany Snow           | Bogdányi Titanilla |
| Patricia "Kövér Amy" Hobart        | Rebel Wilson            | Köves Dóra         |
| Lilly Okanakamura                  | Hana Mae Lee            | Dögei Éva          |
| Stacie Conrad                      | Alexis Knapp            | Molnár Ilona       |
| Cynthia-Rose Adams                 | Ester Dean              | Sági Tímea         |
| Emily Junk                         | Hailee Steinfeld        | Csifó Dorina       |
| Flo Fuentes                        | Chrissie Fit            | Lamboni Anna       |
| Jessica                            | Kelley Jakle            | Roatis Andrea      |
| Ashley                             | Shelley Regner          | Szabó Zselyke      |
| Jesse Swanson                      | Skylar Astin            | Hamvas Dániel      |
| Bumper Allen                       | Adam DeVine             | Molnár Levente     |
| Aubrey Posen                       | Anna Camp               | Vadász Bea         |
| Benji Applebaum                    | Ben Platt               | Baráth István      |
| Kommissar                          | Birgitte Hjort Sørensen | Sallai Nóra        |
| Pieter Krämer                      | Flula Borg              | Szatory Dávid      |
| Katherine Junk                     | Katey Sagal             | Kisfalvi Krisztina |
| John Smith                         | John Michael Higgins    | Csankó Zoltán      |
| Gail Abernathy-McKadden-Feinberger | Elizabeth Banks         | Solecki Janka      |
| Sammy                              | Keegan-Michael Key      | Zöld Csaba         |
| Dax                                | Shawn Carter Peterson   | Csőre Gábor        |
| Önmaga                             | Snoop Dogg              | Kálid Artúr        |